# おはよう島根
『おはよう島根』（おはようしまね）は、NHK松江放送局にて、1993年4月から2023年3月28日まで、祝日を除く月曜日から金曜日の7:45 - 7:50に放送されていた『NHKニュースおはよう日本』のローカルニュース番組。
2023年4月3日より、土曜日・日曜日・祝日の18:45から放送されている「さんいんNEWS645」同様。島根県・鳥取県のローカルニュース「おはよう山陰」の放送開始に伴い、2022年度をもって放送終了。

## タイムテーブル
- 7:45 - オープニング。宍道湖、浜田漁港、隠岐空港の様子を映しながら、各地の気温、天気を伝える。
- 7:46 - 島根県のニュース
- 7:49 - 交通情報、島根県の気象情報
- 7:51 - ここから広島放送局から『NHKニュースおはようちゅうごく』のタイトルで放送（『おはようひろしま』のキャスターが進行）

## キャスター
- 松江放送局のアナウンサーが交替で担当。